# Альбер Дьєдонне
Альбе́р Альфре́д Дьєдонне́ (фр. Albert Alfred Dieudonné; 21 листопада 1889, Париж, Франція — 19 березня 1976, Париж, Франція) — французький актор, кінорежисер, сценарист та письменник.

## Життєпис
Альбер Дьєдоне народився 21 листопада 1889 року в Парижі. Як кіноактор дебютував у німому фільмі 1908 року «Вбивство герцога де Гіза» — першій стрічці кінокомпанії «Фільм д'Ар». У 1924 році він зняв фільм-драму «Катерина», у якому також зіграв головну роль. Його асистентом, як режисера був Жан Ренуар.
У 1915-1916 роках Дьєдонне знявся в п'яти фільмах режисера Абеля Ганса, в тому числі у фільмі 1915 року «Безумство доктора Тюба» та фільмі 1916 року «Перископ». У 1927 зіграв найвідомішу свою роль Наполеона Бонапарта в епічному фільмі А. Ганса «Наполеон».
У 1929 Альбер Дьєдонне написав роман, на основі якого у 1930 році було знято музичну комедію «Солодкість любові» (фр. La Douceur D'Aimer); у 1936 році написав сценарій до фільму «Пацанка» (фр. La Garçonne).
Альбер Дьєдонне помер у Парижі 9 березня 1976 року на 87-му році життя.

## Фільмографія (вибіркова)
За час своєї кінокар'єри Альбер Дьєдонне знявся у понад 30-ти фільмах
Актор
| Рік  | Назва фільму              | Оригінальна назва            | Роль              | Примітки |
| ---- | ------------------------- | ---------------------------- | ----------------- | -------- |
| 1908 | Убивство герцога де Гіза  | L'assassinat du duc de Guise |                   | к/м      |
| 1909 | Поцілунок Іуди            | Le baiser de Judas           | Жан               | к/м      |
| 1909 | Король бавиться           | Le roi s'amuse               |                   | к/м      |
| 1915 | Героїзм Падді             | L'héroïsme de Paddy          |                   |          |
| 1915 | Безумство доктора Тюба    | La folie du Docteur Tube     | Доктор Тюб        | к/м      |
| 1916 | Про що розповідають хвилі | Ce que les flots racontent   |                   |          |
| 1916 | Перископ                  | Le périscope                 | Вільям Белль      |          |
| 1916 | Божевільний зі скелі      | Le fou de la falaise         |                   |          |
| 1916 | Ельзас                    | Alsace                       | Жак Обі           |          |
| 1917 | Тривога                   | Angoisse                     | Гай де Рувре      |          |
| 1924 | Катерина                  | Une vie sans joie            | Моріс Ласне       |          |
| 1927 | Наполеон                  | Napoléon vu par Abel Gance   | Наполеон Бонапарт |          |
| 1935 | Наполеон Бонапарт         | Napoléon Bonaparte           | Наполеон Бонапарт |          |
| 1941 | Мадам Сен-Жен             | Madame Sans-Gêne             | Наполеон І        |          |